# Constantine Henry Phipps
Constantine Henry Phipps (1656-1723) est un avocat né en Angleterre et qui occupe le poste de Lord Chancelier d'Irlande. Son mandat est marqué par de violents combats politiques et il fait face à plusieurs demandes de renvoi. Ses descendants ont les titres de comte de Mulgrave et de marquis de Normanby. Sir William Phips, gouverneur du Massachusetts de 1692 à 1694, est son cousin,.

## Jeunesse
Il est né à Reading, troisième fils de Francis Phipps et Anne Sharpe. Bien qu'ils se soient décrits comme des "nobles", sa famille ne semble pas avoir beaucoup d'argent. Constantine reçoit une éducation gratuite à la Reading School, tandis que son oncle James émigre dans le Maine où ses nombreux enfants, dont le plus connu est son fils William, le futur gouverneur du Massachusetts, sont nés. Constantine remporte une bourse d'études au St. John's College d'Oxford en 1672.
Admis à Gray's Inn en 1678, il est admis au barreau en 1684. Il est un juriste de talent et en politique, il est un puissant conservateur et est présumé jacobite, ce qui nuit à sa carrière. Son nom est associé à des procès politiquement sensibles: il est l'avocat de la défense dans les poursuites contre Sir John Fenwick pour son rôle dans le complot contre Guillaume III d'Orange-Nassau en 1696. Il dirige la défense de Henry Sacheverell, accusé d'avoir prêché une sermon incendiaire de 1710. Ce dernier procès le fait connaître comme avocat et amène apparemment la reine Anne à le favoriser.

## Lord Chancelier d'Irlande
En 1710, Richard Freeman (juge), le populaire et respecté Lord Chancelier d'Irlande, meurt d'une maladie du cerveau. Phipps est choisi pour lui succéder. Il arrive en Irlande en décembre et est immédiatement mêlé à une controverse politique. Il est également nommé Lord justicier, aux côtés de Richard Ingoldsby, et est un membre clé de l'administration de Dublin. En tant que conservateur convaincu, il cherche à "doter" les conseils locaux de shérifs et de juges de paix politiquement fiables. Les résultats sont désastreux à Dublin même: sir John Eccles, maire whig de Dublin, est élu, mais le gouvernement refuse de reconnaître son élection et, pendant deux ans, la capitale n'a pas de gouvernement effectif.
L'impopularité de Phipps contribue à des incidents moins graves: bien que ses bonnes intentions ne doivent pas être mises en doute, il fait preuve d'un très mauvais jugement politique à plusieurs reprises, notamment dans l'affaire Dudley Moore. Depuis plusieurs années, il est de coutume de célébrer le débarquement du roi William III à Torbay le 5 novembre 1688 avec une représentation de la pièce Tamerlan de Nicholas Rowe à l'occasion de l'anniversaire du débarquement. En 1712, le gouvernement ordonne toutefois que le prologue, considéré comme trop politiquement incendiaire, soit omis. Quand un jeune homme appelé Dudley Moore va sur scène pour le lire, une bagarre éclatr et il est accusé d'émeute. Cela semble être une réaction excessive: l'accusation prend du retard et est sur le point d'être retirée lorsque Phipps prononce un discours devant la Dublin Corporation sur le désordre qui règne dans la ville et évoque spécifiquement l'affaire Moore. Il est peu probable qu'il ait eu l'intention d'influencer le résultat du procès, mais le discours est largement perçu comme une ingérence dans le cours de la justice.
Le cas de Moore contraste avec celui d'Edward Lloyd, un libraire qui a publié les Mémoires du chevalier Saint-George, mieux connu sous le nom de Jacques François Stuart. Il est poursuivi pour avoir publié des articles séditieux, mais Phipps intervient pour mettre fin à la procédure par non-lieu. Ses motivations sont entièrement humaines - Lloyd est un homme relativement pauvre et la publication est une entreprise purement commerciale, sans aucune implication politique - mais elle est largement perçue comme une preuve supplémentaire d’un complot jacobite. Les efforts bien intentionnés de Phipps pour interdire la procession annuelle autour de la statue de William III à College Green (une fois de plus au motif que c'est politiquement sensible) augmentent son impopularité. En 1713 il est dit, à tort, que le nouveau Lord lieutenant d'Irlande, le duc de Shrewsbury, a fait une condition de son entrée en fonction que Phipps soit renvoyé, avec son principal allié sur le banc, Richard Nutley.
Aux élections générales de 1713, Phipps s'engage à obtenir la majorité conservatrice mais la nouvelle Chambre des communes irlandaise lui est profondément hostile. Il est également blâmé pour l'émeute électorale de Dublin par les partisans du parti conservateur. Au printemps de 1714, il est décrit comme « le pivot sur lequel tout débat tournait » : pourtant, aucune de ses actions dénoncées par les Communes ne trouva un soutien à la Chambre des lords irlandaise. Une pétition des communes à la reine réclamant son renvoi est suivie d'une contre-pétition des lords pour sa défense, qui souligne sa loyauté envers la reine et l'église établie. La mort de la reine au début d'août résout le problème car son successeur, George Ier renvoie tout simplement en bloc ses juges irlandais.

## Dernières années
Contrairement à certains de ses collègues, Phipps est laissé en paix après son renvoi et ses dernières années se déroulent sans incident. Il parle lors du procès de George Seton (5e comte de Winton) (en), pour ses prétendus actes de trahison lors du Rébellion jacobite de 1715, mais est sévèrement réprimandé par le juge qui le préside pour avoir parlé sans autorisation. En 1723, il participe à la défense de Francis Atterbury, évêque de Rochester, également accusé de trahison, mais il meurt à Middle Temple le 9 octobre. Il est enterré à White Waltham dans le Berkshire.

## Famille
Phipps épouse Catherine Sawyer, fille de George Sawyer et petite-fille de sir Robert Sawyer procureur général de Charles II, avocat de la défense lors du procès des sept évêques sous le règne de Jacques II et président de la Chambre des communes. Phipps et Catherine ont un fils, William, et une fille, Catherine, qui épouse le colonel Henry Ingoldsby, député de Limerick, fils du colonel Richard Ingoldsby.
William épouse Lady Catherine Annesley, fille de James Annesley (3e comte d'Anglesey) ; elle est une petite-fille de Jacques II par le biais de sa mère, Lady Catherine Darnley (en). Leur fils est Constantine Phipps (1er baron Mulgrave). Les générations suivantes ajoutent les titres comte de Mulgrave et marquis de Normanby. Le 1er marquis est Lord lieutenant d'Irlande de 1835 à 1839 et, contrairement à son ancêtre, est populaire auprès du public irlandais.